# Walter Achleitner
Walter Achleitner (* 29. Dezember 1925 in Wien; † 27. Juli 1947 am Fußstein bei Vals) war ein österreichischer Violinist und Komponist.

## Leben
Walter Achleitner studierte Violine bei Artur Michl (1897–1965) in Graz und Komposition bei Joseph Marx in Wien.
Bei einer Kletterpartie am 27. Juli 1947 am Südwestgrat des Fußsteins bei Vals in Tirol mit dem in Innsbruck lebenden Medizinstudenten Anton Kutschera stürzte Achleitner ab, riss den am Seil hängenden Kutschera mit, wodurch beide auf einen Felsvorsprung stürzten. Während Achleitner schwer verletzt und offenbar auch mit inneren Verletzungen liegen blieb, kam Kutschera mit einem Oberarmbruch noch verhältnismäßig glimpflich davon und machte sich auf, um Hilfe zu holen. Bei der Rückkehr zur Unglücksstelle lag Achleitner jedoch nicht mehr auf dem Felsvorsprung, sondern dürfte sich aufgerafft und in weiterer Folge eine rund 300 Meter hohe Felswand hinabgestürzt sein. Seine Leiche wurde daraufhin geborgen, ins Tal (nach Steinach am Brenner) gebracht und in weiterer Folge in ein Innsbrucker Krankenhaus überführt.
Zahlreiche zeitgenössische Tageszeitungen wie die Arbeiter-Zeitung, die Weltpresse, die Innsbrucker Nachrichten, Die Neue Zeit (Kärnten) oder  die Wiener Zeitung berichteten in den folgenden Tagen vom Ableben des Bergsteigers und Musikers. Die Innsbrucker Nachrichten schilderten in ihrer Ausgabe vom 30. Juli 1947 jedoch einen deutlich abweichenden Unfallhergang. Demnach sei der Musikstudent Achleitner beim Versuch, sich alleine abzuseilen, um Hilfe für seinen schwerverletzten Bergkameraden Anton Kutschera zu holen, rund 300 Meter tief auf den Wildlahnerferner abgestürzt und dabei verstorben. Achleitner lebte zum Zeitpunkt seines Todes in der Cumberlandstraße in Wien-Penzing.

## Werke (Auswahl)
- Streichquartett, 1945
- Trio für Violine, Viola und Violoncello, 1946/47;[9] veröffentlicht 1960 beim Musikverlag L. Krenn in Wien in der Reihe Musik aus der Steiermark, Reihe 1, Heft 5. OCLC 17643770
- Musik für Männerchor[10]